# Schæferhund
Schæferhunden (fra tysk Schäfer, der betyder "(fåre)hyrde"), også kaldet schäfer, er en hunderace, der opstod i Tyskland i slutningen af 1800-tallet. Racen er i dag en af verdens mest populære familie- og brugshundrace,[kilde mangler] benyttet af såvel civile som politi og militær rundt om i verden.

## Oprindelse og alder
Racen opstod som et resultat af parring mellem forskellige tyske fårehunde og collie, udført af ritmester Max von Stephanitz i sidste halvdel af 1800-tallet. Han ønskede at skabe en duelig brugshunderace. 
Stephanitz viste den nye race frem for første gang på Hannover-messen i 1892. Den 22. april 1899 præsenterede Stephanitz schæferhunden «Hektor Linksrhein», som da var blevet omdøbt til «Horand von Grafrath», ved en hundeudstilling i Karlsruhe. Samme dag dannede han og 13 andre entusiaster schæferhundeklubben Verein für Deutsche Schäferhunde (SV). Den første racestandard blev præsenteret 20. september samme år, og den første hund som blev registreret i det nye register var netop «Horand von Grafrath». Allerede i 1901 blev den første schæferhund godkendt som politihund i Tyskland. Registeret voksede hurtigt. I 1903 var der 575 medlemmer. I 1913 var antallet steget til 5.988 medlemmer. Siden blev schæferhunden, under ledelse af Verein für Deutsche Schäferhunde (SV), udviklet til den populære racehund vi kender nu. I dag er Verein für Deutsche Schäferhunde (SV) verdens største raceklub for nogen hunderace. Medlemstallet har passeret 85.000.

## Udseende, anatomi og fysik
Schæferhunden er en stor og kraftig hund med en langstrakt skrånende krop, hvor lændepartiet er klart lavere end skulderhøjden. Hannerne bliver normalt 60-65 cm i skulderhøjde og vejer 30-40 kg. Tæverne bliver ca. 5 cm lavere og vejer ca. 22-32 kg. Pelsen har tætte kraftige dækhår og kraftig underpels. Hovedet er kileformet og tørt, hverken for bredt, spidst eller groft, med stående spidse ører. Halen er lang og busket og skal bæres i en let bøjet kurve. Farven er sædvanligvis sort (sadel) med rødbrune, brune, gulbrune og lysegrå pletter, lysere omkring bugen. Ensfarvet sort og grå er også tilladt, men sidstnævnte skal have sort sadel og maske. Ubetydelige indslag af hvidt tillades. Underpelsen er gerne lysegrå. Hovedet skal have sort maske.
Dette er kun for godkendte schæfere i Danmark,  i resten af verden findes der utallige andre farvekombinationer.
Racens kropslige udtryk og udvikling har i lang tid gået mod et stadig mere skrånende lændeparti.
Hvid schæferhund accepteres ikke af FCI og Dansk Kennel Klub, selv om denne variant findes og ikke er albino. Langhåret schæferhund er accepteret som officiel variant af racen.[kilde mangler]
Racen er arveligt disponeret for hofteledsdysplasi (HD) og albuledsartrose (AA). Visse linjer er desuden udsat for schæferkløe (atopi), en arvelig allergi.

## Brugsområde
Schæferhunden er en meget alsidig brugshund, som i dag benyttes til alt fra lavine- og eftersøgningshund, til politi- og militær tjenestehund med en række forskellige opgaver. Den er også en meget populær familiehund, som egner sig godt til forskellige former for hundesport.